# Nathan Eglington
Nathan Eglington, född den 2 december 1980 i Murwillumbah, Australien, är en australisk landhockeyspelare.
Han tog OS-guld i herrarnas landhockeyturnering i samband med de olympiska landhockeytävlingarna 2004 i Aten.